# UEFA Nations League 2022-2023 - Lega B
Questa voce raccoglie un approfondimento sulle gare della Lega B dell'UEFA Nations League 2022-2023. La fase a gironi della Lega B si è disputata tra il 2 giugno e il 27 settembre 2022.

## Formato
Nella Lega B partecipano le 8 squadre classificate dal ventunesimo al ventottesimo posto nella classifica finale della UEFA Nations League 2020-2021, alle quali si aggiungono le 4 retrocesse dalla Lega A (classificate 13-16) e le 4 promosse dalla Lega C (classificate 33-36); le 16 partecipanti vengono divise in quattro gruppi da quattro squadre ciascuno. Ogni squadra gioca sei incontri: quattro partite nel mese di giugno e due nel mese di settembre. La fase a gironi di questa edizione del torneo viene disputata in questi mesi in quanto il campionato mondiale di calcio 2022 si disputa a fine anno. Le squadre vincitrici di ogni raggruppamento vengono promosse nella Lega A della UEFA Nations League 2024-2025, mentre le squadre quarte classificate vengono retrocesse nella Lega C.

## Squadre partecipanti
Le squadre sono state assegnate alla Lega B in base alla lista d'accesso della UEFA Nations League 2022-2023, la quale si basa sulla classifica finale dell'edizione precedente: alle 8 squadre rimaste in Lega B viene attribuito il numero di accesso corrispondente alla posizione nella classifica finale dell'edizione passata, alle 4 retrocesse dalla Lega A vengono attribuiti i numeri 17-20 e alle 4 promosse dalla Lega C vengono attribuiti i numeri 29-32. Le urne per il sorteggio, composte da quattro squadre ciascuna, sono state annunciate il 22 settembre 2021.
| Squadra              | Rank |
| -------------------- | ---- |
| Ucraina              | 17   |
| Svezia               | 18   |
| Bosnia ed Erzegovina | 19   |
| Islanda              | 20   |

| Squadra   | Rank |
| --------- | ---- |
| Finlandia | 21   |
| Norvegia  | 22   |
| Scozia    | 23   |
| Russia    | 24   |

| Squadra | Rank |
| ------- | ---- |
| Israele | 25   |
| Romania | 26   |
| Serbia  | 27   |
| Irlanda | 28   |

| Squadra    | Rank |
| ---------- | ---- |
| Slovenia   | 29   |
| Montenegro | 30   |
| Albania    | 31   |
| Armenia    | 32   |

Il sorteggio per la fase a gironi si è svolto il 16 dicembre 2021 alle ore 18:00 CET a Nyon, in Svizzera. Il programma della fase a gironi è stato confermato dalla UEFA il giorno successivo alla disputa del sorteggio. Il programma della fase a gironi del Gruppo 1 è stato modificato a seguito della posticipazione del Percorso A del turno di spareggio UEFA per la qualificazione al campionato mondiale di calcio 2022.

## Gruppo 1

### Classifica
| Pos | Squadra | Pt | G | V | N | P | GF | GS | DG  |
| --- | ------- | -- | - | - | - | - | -- | -- | --- |
| 1.  | Scozia  | 13 | 6 | 4 | 1 | 1 | 11 | 5  | +6  |
| 2.  | Ucraina | 11 | 6 | 3 | 2 | 1 | 10 | 4  | +6  |
| 3.  | Irlanda | 7  | 6 | 2 | 1 | 3 | 8  | 7  | +1  |
| 4.  | Armenia | 3  | 6 | 1 | 0 | 5 | 4  | 17 | -13 |

### Risultati
| Arbitro: | Radu Petrescu |

|              |           |  |
| Spercjan 74’ | Marcatori |  |

| Arbitro: | Sebastian Gishamer |

|                         |           |  |
| Ralston 28’ McKenna 40’ | Marcatori |  |

| Arbitro: | Filip Glova |

|  |           |              |
|  | Marcatori | 49’ Cyhankov |

| Arbitro: | Daniel Stefański |

|                                              |           |  |
| Malinovs'kyj 61’ Karavajev 77’ Mykolenko 84’ | Marcatori |  |

| Arbitro: | Marco Di Bello |

|                                    |           |  |
| Browne 20’ Parrott 28’ Obafemi 51’ | Marcatori |  |

| Arbitro: | Nikola Dabanović |

|              |           |                                           |
| Bičaxčyan 6’ | Marcatori | 14’, 45+1’ Armstrong 50’ McGinn 54’ Adams |

| Arbitro: | Ali Palabıyık |

|            |           |             |
| Dovbyk 47’ | Marcatori | 31’ Collins |

| Arbitro: | Maurizio Mariani |

|                           |           |  |
| McGinn 70’ Dykes 80’, 87’ | Marcatori |  |

| Arbitro: | João Pinheiro |

|  |           |                                                     |
|  | Marcatori | 22’ Tymčyk 57’ Zubkov 69’, 84’ Dovbyk 81’ Ihnatenko |

| Arbitro: | Sandro Schärer |

|                                |           |          |
| Hendry 50’ Christie 82’ (rig.) | Marcatori | 18’ Egan |

| Arbitro: | Rade Obrenovič |

|                                         |           |                         |
| Egan 18’ Obafemi 52’ Brady 90+1’ (rig.) | Marcatori | 71’ Dašyan 73’ Spercjan |

| Cracovia 27 settembre 2022, ore 20:45 UTC+2 | Ucraina                 | 0 – 0 referto | Scozia | Stadio Józef Piłsudski (13 534 spett.)\| Arbitro: \| Anastasios Sidīropoulos \| |
| Arbitro:                                    | Anastasios Sidīropoulos |               |        |                                                                                 |

## Gruppo 2

### Classifica
| Pos | Squadra | Pt | G | V | N | P | GF | GS | DG |
| --- | ------- | -- | - | - | - | - | -- | -- | -- |
| 1.  | Israele | 8  | 4 | 2 | 2 | 0 | 8  | 6  | +2 |
| 2.  | Islanda | 4  | 4 | 0 | 4 | 0 | 6  | 6  | 0  |
| 3.  | Albania | 2  | 4 | 0 | 2 | 2 | 4  | 6  | -2 |
| 4.  | Russia  | 0  | 0 | 0 | 0 | 0 | 0  | 0  | 0  |

Nota: Il 2 maggio 2022 la UEFA annuncia che la Russia viene sospesa e automaticamente retrocessa nella Lega C della UEFA Nations League 2024-2025 a seguito dell'invasione russa dell'Ucraina.

### Risultati
| Tirana 2 giugno 2022, ore 20:45 UTC+2 | Albania | – Partita annullata referto | Russia | Arena Kombëtare |

| Arbitro: | Andris Treimanis |

|                        |           |                             |
| Abada 25’ Weissman 84’ | Marcatori | 42’ Helgason 53’ Sigurðsson |

| Arbitro: | Craig Pawson |

|                  |           |            |
| Þorsteinsson 49’ | Marcatori | 30’ Seferi |

| Haifa 6 giugno 2022, ore 20:45 UTC+2 | Israele | – Partita annullata referto | Russia | Stadio Sammy Ofer |

| Arbitro: | Tiago Martins |

|                    |           |                  |
| Broja 45+2’ (rig.) | Marcatori | 57’, 73’ Solomon |

| Mosca 10 giugno 2022, ore 20:45 UTC+2 | Russia | – Partita annullata referto | Islanda | VTB Arena |

| Arbitro: | Duje Strukan |

|                              |           |                                  |
| Þorsteinsson 9’ Helgason 60’ | Marcatori | 35’ (aut.) Grétarsson 65’ Peretz |

| Mosca 13 giugno 2022, ore 20:45 UTC+2 | Russia | – Partita annullata referto | Albania | VTB Arena |

| 24 settembre 2022, ore 15:00 UTC+2 | Islanda | – Partita annullata referto | Russia |  |

| Arbitro: | Donatas Rumšas |

|                           |           |           |
| Weissman 46’ Baribo 90+2’ | Marcatori | 88’ Uzuni |

| Arbitro: | Ricardo de Burgos Bengoetxea |

|             |           |                |
| Lenjani 35’ | Marcatori | 90+7’ Anderson |

| 27 settembre 2022, ore 20:45 UTC+2 | Russia | – Partita annullata referto | Israele |  |

## Gruppo 3

### Classifica
| Pos | Squadra              | Pt | G | V | N | P | GF | GS | DG |
| --- | -------------------- | -- | - | - | - | - | -- | -- | -- |
| 1.  | Bosnia ed Erzegovina | 11 | 6 | 3 | 2 | 1 | 8  | 8  | 0  |
| 2.  | Finlandia            | 8  | 6 | 2 | 2 | 2 | 8  | 6  | +2 |
| 3.  | Montenegro           | 7  | 6 | 2 | 1 | 3 | 6  | 6  | 0  |
| 4.  | Romania              | 7  | 6 | 2 | 1 | 3 | 6  | 8  | -2 |

### Risultati
| Arbitro: | Nick Walsh |

|                    |           |                |
| Pukki 45+1’ (rig.) | Marcatori | 90+3’ Prevljak |

| Arbitro: | Andreas Ekberg |

|                         |           |  |
| Mugoša 66’ Vukčević 87’ | Marcatori |  |

| Arbitro: | Allard Lindhout |

|                     |           |  |
| Pohjanpalo 31’, 38’ | Marcatori |  |

| Arbitro: | Sascha Stegemann |

|              |           |  |
| Prevljak 68’ | Marcatori |  |

| Arbitro: | Daniele Orsato |

|             |           |            |
| Marušić 77’ | Marcatori | 62’ Menalo |

| Arbitro: | Harald Lechner |

|           |           |  |
| Bancu 30’ | Marcatori |  |

| Arbitro: | Georgi Kabakov |

|                                 |           |                       |
| Pjanić 5’ (rig.) Džeko 29’, 58’ | Marcatori | 10’ Pukki 18’ Källman |

| Arbitro: | João Pinheiro |

|  |           |                      |
|  | Marcatori | 42’, 56’, 63’ Mugoša |

| Arbitro: | Szymon Marciniak |

|                 |           |  |
| Demirović 45+1’ | Marcatori |  |

| Arbitro: | Carlos del Cerro Grande |

|           |           |            |
| Pukki 12’ | Marcatori | 52’ Tănase |

| Arbitro: | François Letexier |

|  |           |                        |
|  | Marcatori | 47’ Antman 53’ Källman |

| Arbitro: | Halil Umut Meler |

|                                   |           |           |
| Man 38’ Pușcaș 73’, 86’ Rațiu 79’ | Marcatori | 77’ Džeko |

## Gruppo 4

### Classifica
| Pos | Squadra  | Pt | G | V | N | P | GF | GS | DG |
| --- | -------- | -- | - | - | - | - | -- | -- | -- |
| 1.  | Serbia   | 13 | 6 | 4 | 1 | 1 | 13 | 5  | +8 |
| 2.  | Norvegia | 10 | 6 | 3 | 1 | 2 | 7  | 7  | 0  |
| 3.  | Slovenia | 6  | 6 | 1 | 3 | 2 | 6  | 10 | -4 |
| 4.  | Svezia   | 4  | 6 | 1 | 1 | 4 | 7  | 11 | -4 |

### Risultati
| Arbitro: | Paweł Raczkowski |

|  |           |            |
|  | Marcatori | 26’ Håland |

| Arbitro: | Ruddy Buquet |

|  |           |                                    |
|  | Marcatori | 39’ (rig.) Forsberg 88’ Kulusevski |

| Arbitro: | Jesús Gil Manzano |

|                                                               |           |                |
| Mitrović 24’ S. Milinković-Savić 56’ Jović 85’ Radonjić 90+2’ | Marcatori | 30’ Stojanović |

| Arbitro: | Anthony Taylor |

|              |           |                        |
| Elanga 90+2’ | Marcatori | 20’ (rig.), 69’ Håland |

| Oslo 9 giugno 2022, ore 20:45 UTC+2 | Norvegia        | 0 – 0 referto | Slovenia | Ullevaal Stadion (18 134 spett.)\| Arbitro: \| Fábio Veríssimo \| |
| Arbitro:                            | Fábio Veríssimo |               |          |                                                                   |

| Arbitro: | Lawrence Visser |

|  |           |             |
|  | Marcatori | 45+3’ Jović |

| Arbitro: | Harm Osmers |

|                                    |           |                             |
| Håland 10’, 54’ (rig.) Sørloth 77’ | Marcatori | 62’ Forsberg 90+5’ Gyökeres |

| Arbitro: | Maurizio Mariani |

|                            |           |                          |
| Gnezda Čerin 48’ Šeško 53’ | Marcatori | 8’ Živković 35’ Mitrović |

| Arbitro: | Lawrence Visser |

|                      |           |            |
| Šporar 69’ Šeško 81’ | Marcatori | 47’ Håland |

| Arbitro: | Georgi Kabakov |

|                                    |           |              |
| Mitrović 18’, 45+1’, 50’ Lukić 70’ | Marcatori | 15’ Claesson |

| Arbitro: | Antonio Mateu Lahoz |

|  |           |                           |
|  | Marcatori | 42’ Vlahović 54’ Mitrović |

| Arbitro: | Felix Zwayer |

|              |           |           |
| Forsberg 42’ | Marcatori | 28’ Šeško |

## Statistiche

### Classifica marcatori
6 reti
- Erling Haaland

- Aleksandar Mitrović

4 reti
- Stefan Mugoša

3 reti
- Edin Džeko
- Teemu Pukki

- Benjamin Šeško
- Emil Forsberg

- Artem Dovbyk

2 reti
- Ėduard Spercjan
- Smail Prevljak
- Benjamin Källman
- Joel Pohjanpalo
- John Egan

- Michael Obafemi
- Jón Dagur Þorsteinsson
- Þórir Jóhann Helgason
- Manor Solomon
- Shon Weissman

- George Pușcaș
- Stuart Armstrong
- Lyndon Dykes
- John McGinn
- Luka Jović

1 rete
- Armando Broja
- Ermir Lenjani
- Taulant Seferi
- Myrto Uzuni
- Vahan Bičaxčyan
- Artak Dašyan
- Ermedin Demirović
- Luka Menalo
- Miralem Pjanić
- Oliver Antman
- Robbie Brady
- Alan Browne
- Nathan Collins
- Troy Parrott
- Mikael Anderson
- Arnór Sigurðsson
- Liel Abada

- Tai Baribo
- Dor Peretz
- Adam Marušić
- Marko Vukčević
- Alexander Sørloth
- Nicușor Bancu
- Dennis Man
- Andrei Rațiu
- Florin Tănase
- Ché Adams
- Ryan Christie
- Jack Hendry
- Scott McKenna
- Anthony Ralston
- Saša Lukić
- Sergej Milinković-Savić
- Nemanja Radonjić

- Dušan Vlahović
- Andrija Živković
- Adam Gnezda Čerin
- Andraž Šporar
- Petar Stojanović
- Viktor Claesson
- Anthony Elanga
- Viktor Gyökeres
- Dejan Kulusevski
- Viktor Cyhankov
- Danylo Ihnatenko
- Oleksandr Karavajev
- Ruslan Malinovs'kyj
- Vitalij Mykolenko
- Oleksandr Tymčyk
- Oleksandr Zubkov

Autoreti
- Daníel Leó Grétarsson (1, pro  Israele)